# Acacia lebbek
Acacia lebbek é uma espécie de leguminosa do gênero Acacia, pertencente à família Fabaceae.